# Iglesia de Truxillo (Honduras)

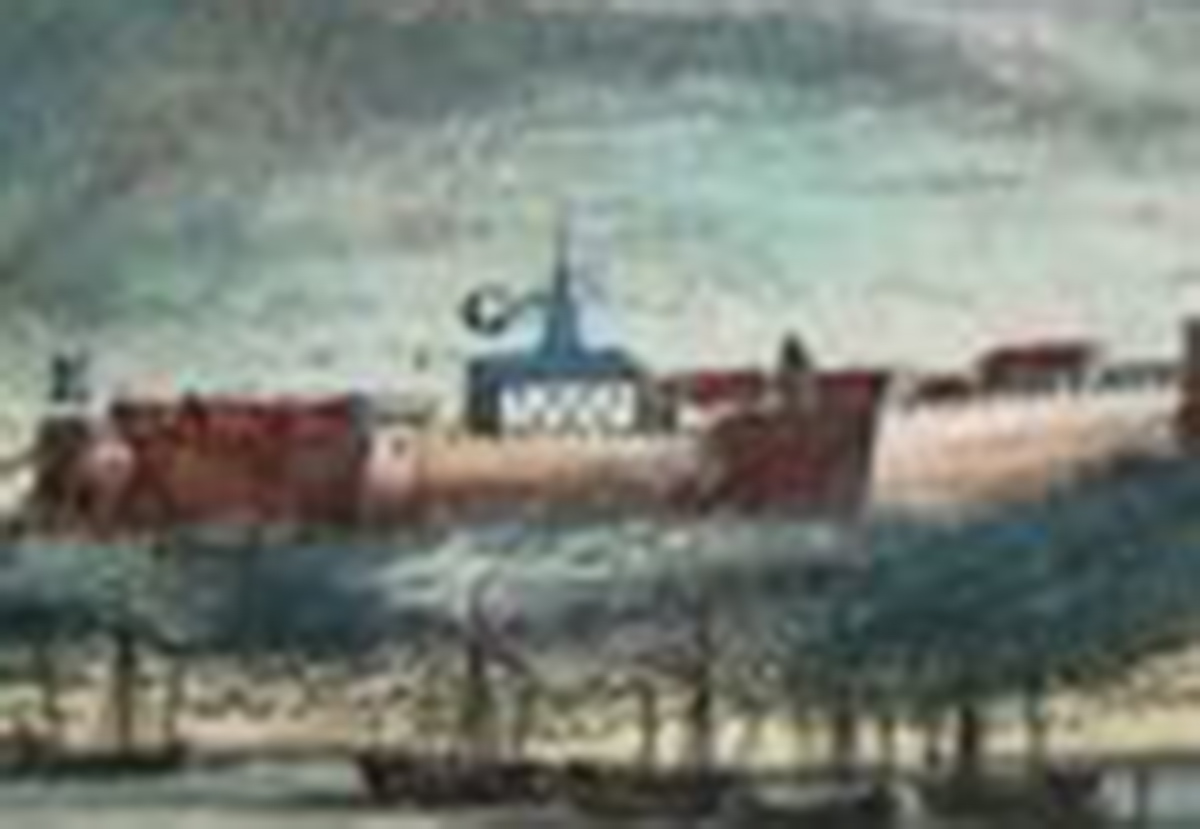
Representación de la iglesia en el grabado del Atlas de John Ogilby.

La Iglesia de Truxillo o Catedral de Trujillo fue un antiguo templo católico en la ciudad de Trujillo Honduras. Esta fue la primera iglesia católica de Honduras construida a inicios del siglo XVI.

## Historia
Se desconoce el año exacto de construcción del edificio pero gracias a las investigaciones se supo que para 1539 esta ya estaba construida y ese mismo año ya había sido elevada como catedral por el papa Pio III. Esto podría dar indicios que la iglesia empezaría a ser construida poco después de la fundación de la ciudad entre 1525 o 1526 teniendo un diseño modesto y siendo de las primeras iglesias en ser construidas en suelo continental americano posiblemente utilizando elementos de la zona como rocas y corales o también madera en sus primeras etapas constructivas. Esto daría entender que el edificio ya tenía alrededor de 24 años más que la Iglesia de la Merced la cual se considera como la iglesia más antigua aun en pie en suelo hondureño y ya tenía 11 años de función como catedral antes que a esta se le otorgase dicho título.
No existen muchas ilustraciones de su aspecto pero es muy probable que haya sido bastante modesta en sus primeros años y que con el paso de los años esta de le fue dando más ornamentos o reconstrucciones en su fachada. Una de las evidencias de su existencia como catedral de la ciudad es su aparición en un grabado de 1633 donde aparece como descripción como "la iglesia", de igual forma aparece en el Atlas de Jhon Ogilby titulado simplemente como América de 1671 donde también se deja en claro que es el templo religioso de la ciudad.

## Desaparición
Actualmente no se tiene en claro el porque de la desaparición de la iglesia debido al poco registro histórico de la misma y la pérdida de varios archivos de la época colonial. Se tiene registro que esta pudo haber sufrido un incendio que la pudo haber deteriorado mucho en 1799 hasta dejarla en ruinas para oficialmente ordenar su demolición para la edificación de un templo nuevo. 
Otra razón podría ser que con el paso de los años debelo a las lluvias y el clima tropical selvático y el poco mantenimiento de las autoridades hizo que esta se deteriorara con el tiempo y para 1831 se decidiera demolerla y hacer una reconstrucción y así daría a nacer la catedral de Trujillo, sin embargo no hay suficientes estudios para afirmar esto. Podría ser que también la iglesia ya estuviera varias décadas en desuso y en muy mal estado por el parcial abandono de la población de Trujillo durante el  siglo XVIII que provocó el deterioro de varios edificios, razón del porque del que la alcaldía de decidiera demolerla para construir una nueva.